# Isabel Ellsen
Isabelle Raingo-Pelouse, dite Isabel Ellsen, née le 18 décembre 1958 à Boulogne-Billancourt et morte le 18 octobre 2012 d'un infarctus du myocarde à son domicile de Garches, est une romancière, reporter, scénariste ainsi que photographe de guerre française de 1989 à 2011 pour Corbis. 

## Biographie
À partir de l'âge de 18 ans, Isabel Ellsen est journaliste de presse écrite à Paris Match et Elle puis devient à 26 ans grand reporter à l'hebdomadaire Le Journal du dimanche et Europe 1. Elle entame ensuite une carrière de photographe de guerre alternant avec un travail d'écrivain et de scénariste. Comme photographe de guerre, elle couvre différents conflits dont le Liban, l'Afghanistan, la Yougoslavie, le Nicaragua ainsi que les évènements en Israël et en Chine.

« Il m'a fallu remplir mon regard et mes films jusqu'à l'écœurement avant d'accepter l'inutilité de ces photos »

— Isabel Ellsen, Je voulais voir la guerre, 2000.

### Vie privée
Elle est la demi-sœur de l'écrivain Michel Benoît, nom de plume de Dominique Sébire, né en 1940.

### Mort
Ayant fait un infarctus du myocarde en juin 2012, elle en fait un second le mardi 16 octobre 2012, ne se résout pas à appeler les secours et meurt dans son lit d'un arrêt cardiaque deux jours plus tard.

## Œuvres

### Galerie photo
- Frontière koweïtienne. Une colonne de 800 déserteurs se rend à une dizaine d'US Marines

### Livres
- L'Enfer, son casino, sa plage, Paris, Balland, 1990  (ISBN 978-2-72-425081-7)
- Le Cousin d'elle, Paris, Fixot, 1994  (ISBN 2-87645-114-X)
- Le Diable a l'avantage, Paris, NiL, 1995  (ISBN 2-84111-213-6)
- Toi ma sœur, Paris, La Martinière, 1998  (ISBN 2-7324-2413-7)
- Je voulais voir la guerre, Paris, La Martinière, 2000 (Album de photographies)  (ISBN 2-7324-2678-4)
- Le Diable a l'avantage, Paris, NiL, 2001  (ISBN 978-2-84-111213-5) - Réédition
- Samedi soir après la guerre, Paris, La Martinière, 2002  (ISBN 2-84675-012-2) - Paru précédemment sous le titre Je voulais voir la guerre
- 227 amants et demi… Paris, Plon, 2002  (ISBN 2-259-19609-8)
- Ma femme de ménage, Paris, La Martinière, 2003  (ISBN 978-2-84-675034-9)
- Les égoïstes, Paris, Plon, 2004  (ISBN 2-259-19794-9)
- J'embrasse pas, Paris, La Martinière, 2004  (ISBN 978-2-84-675090-5)
- Une si belle enfance… Paris, Seuil, 2007  (ISBN 978-2-02-094861-6)

### Films
Son roman Le Diable a l'avantage a été adapté au cinéma en 2001 sous le titre Harrison's Flowers avec Andie MacDowell dans le rôle principal. Isabel Ellsen en a coécrit le scénario.

### Distinctions
- 1988 : Prix de la Fondation Mumm
- 1989 : Prix du Sabre d'or